# Spilogona spininervis
Spilogona spininervis är en tvåvingeart som först beskrevs av Villeneuve 1922.  Spilogona spininervis ingår i släktet Spilogona och familjen husflugor. Inga underarter finns listade i Catalogue of Life.